# 코시긴 개혁
코시긴 개혁(러시아어: Косыгинская реформа) 또는 1965년 소련 경제 개혁(러시아어: Экономическая реформа 1965 года в СССР)은 소련의 총리 알렉세이 코시긴 주도로 1965년에 실시된 경제 개혁이다. 개혁의 골자는 각 기업의 생산 수단 및 설비에 대한 무상 제공의 폐지, 독립채산제 실시, 이윤상납제 실시 등이다.

## 개요
1965년 9월 소비에트 연방 공산당 중앙위원회 회의에서 〈공업 관리 개선, 계획 사업의 완성과 공업 생산에 대한 경제적 자극을 강화하는 것에 대하여〉라는 결의를 통과시켰다. 그리고 같은 해 10월 4일 당중앙과 각료회의는 〈계획 사업의 완성과 공업 생산의 경제적 자극을 강화하는 것에 대하여〉라는 결의를 통과시켰다. 이 두 결의는, 당시 수상이었던 코시긴이 주도하였다. 이 결의는 이후 코시긴 개혁이라 불렸던, 수정주의적 경제 개혁의 출발점이 되었다.
소비에트 연방에서 작동하고 있던 사회주의 경제에 자본주의적 요소를 도입한 경제 개혁이었으며, 레오니트 브레즈네프의 대표적인 경제 정책 중 하나였다. 동시에 이 정책은 1928년부터 시작된 이오시프 스탈린의 중앙집중형 계획 경제를 허무는 과정이기도 하였다.

## 탄생 배경
스탈린 사후 집권한 니키타 흐루쇼프는 1956년부터 지속적으로 탈스탈린화를 진행하였고 점진적으로 출판의 자유를 보장하기 시작하였다. 이후 서방 국가의 경제학, 사회학, 철학을 연구하는 분위기가 강해졌고, 이를 전공으로 하는 학자들도 증가하기 시작했다. 이러한 변화 중에서 경제학계의 변화가 가장 빠른 속도로 이루어지고 있었는데, 바르가, 루미얀체프, 아르바토프, 그비시아니 등의 시장 경제 연구자들이 이를 주도하였다.
이러한 와중에 미국의 신고전학파 경제학에 영향을 받은 소비에트 연방 경제학자인 예프세이 리베르만(Евсей Либерман)은 1962년에 ‘리베르만 구상’이란 것을 정립하였다. 리베르만 구상은 소비에트 연방 경제 구조에서 이윤을 정의하는 방식을 근본적으로 바꿔야 한다는 주장과 더불어, 국가가 기업의 사회주의적 이윤을 모두 관리하는 것이 아닌, 일정 비율을 상납받고, 나머지는 기업의 처분에 맡겨야 한다는 구상이었다. 이러한 주장은 서방 세계의 경제학에 영향받은 것이었으나, 1950년대 후반부터 성장한 이른바 소비에트 연방의 ‘신경제학파’는 리베르만 구상을 국가 주요 관료들에게 지속적으로 주장해왔다.
한편, 소비에트 연방은 1950년대에 연 평균 9%의 경제 성장률을 기록하였고, 1961년에서 1965년 사이까지 연 평균 7%의 고성장을 기록하고 있었다. 그러나, 소비에트 연방의 지도부는 더 빠른 속도로 미국 및 서방의 자본주의 국가들을 추월하기 바랐고 위와 같은 수정주의 정책이 이러한 바람을 이루게 할 수 있을 것이라고 기대했다.
1965년, 결국 위 두 가지 요건으로 인해 코시긴을 주도로 리베르만 구상에 기초한 대대적인 개혁이 진행된다.

## 내용
1965년 5월에서 10월까지 당중앙의 결의 및 긴급 회의를 통해 요악된 1965년 개혁의 골자는 다음과 같다.
1. 산업 관리 계획, 관리의 개선 및 인센티브 제도 강화
2. 은행 규모 상승을 위한 대출 촉진 정책 실시
3. 국가계획위원회의 30개 지령 계획 표준을 9개 표준으로 축소
4. 각 기업소에 대한 임금, 고정 기금, 유동 기금, 운송 기금, 투자 기금, 기술 기금의 무상 제공 폐지
5. 생산 할당 및 계획, 인력 충원, 기금의 부분적 운용, 인센티브 액수 관리, 원자재 구매 차원에서 각 기업소의 결정권 보장
6. 부분적인 이윤 생산 체계 도입
7. ‘사회주의적 이윤율 계산 표준’에서 기존 변수인 (총 이윤) / (총 생산 원가) 기준을 폐지하고, (총 이윤) / (총 생산 기금)이라는 새로운 표준으로 변경
8. 국가계획위원회의 경제 계획에서 직접적인 공급, 수요, 수지 조사를 축소하고, 각 기업소의 독자적인 사업 계획 지표 참조를 확대
9. 각 기업소의 총 이윤에 대한 전면적인 환수를 폐지하고, 성과에 따른 이윤상납제를 실시

코시긴은 위와 같은 개혁 조치가 소비에트 연방 기업의 경쟁력을 확보하는 데에 도움이 될 수 있을 것이라고 전망하였다.
이러한 조치들이 1928년에 시행된 중앙집중형 계획 경제와 최대로 다른 점은, 국가계획위원회의 지령 경제를 사실상 대부분 허물었다는 데에 있다. 1928년에서 1965년 사이까지 소비에트 연방의 경제는 국가계획위원회가 모든 것을 관장하였으며, 주기적인 경제 계획을 제외하고도, 긴급 회의를 거쳐서 경제 개입을 늦추지 않았다. 또한, 각 기업소에서 필요한 모든 설비, 기타 생산 자금은 정부에서 부담하였다. 반면, 코시긴 개혁은 이 모든 것을 폐지, 수정하였으며, ‘각급 소비에트의 필요에 기초한 국가계획위원회로부터의 전면적 계획’이 아닌, ‘각 기업소의 계획에 기초한 국가계획위원회로부터의 부분적 계획’으로 바뀌게 되었다. 1970년 이후부터는 각 기업소의 독립채산권이 더욱 강화되었고 시간이 지날수록 국가계획위원회의 역할은 축소됐다.

## 문제점
사회주의 요소를 축소하고 자본주의 요소를 증가한 이러한 개혁 조치는 생산 비용의 급격한 상승, 각 기업소의 허위 보고, 부패, 국가 경제 계획에 대한 제한성 등을 증가시키는 요인이 되었으며 장기적으로 소비에트 연방의 경제력을 악화시켰다.
경제 성장에서는 개혁이 진행된 직후인 1965년에서 1969년까지 이전 시기의 연 평균 성장률에서 0.7%가 상승하였으나, 효과가 본격적으로 발현되기 시작한 1970년 이후부터 경제 성장률이 오히려 둔화하기 시작하였다. 농산물을 기반으로 하는 2차 생산과 관련된 경제 계획에 필요한 자금은 이전의 5년 주기의 연 평균 수치에서 최소 1.5배, 최대 2배 상승하였으며, 암시장 거래가 증가하였다. 특히, 소비에트 연방의 경제의 한 축이었던 군수산업에서 생산 비용을 대폭 증가시켜서 커다란 악재로 작용하였다.
더더욱 심각한 사실은, 전체 경제의 일원화를 추구하는 사회주의 특성이 발현될 수 없게 한 지점에 있다. 코시긴 개혁은 각 기업소가 더 높은 총 이윤을 발생시켰을 경우, 그리고 전망이 있는 사업 계획을 내놓았을 경우 더 높은 수준의 예산 지원을 감행하였는데, 이는 각 기업소의 파편적인 경제 운영을 불러왔다. 예를 들면, 소비에트 연방의 전체 경제 계획에서 필수적으로 필요하나, 부분적으로는 적자를 띠게 되는 부문을 맡는 기업소가 파산, 허위 사업 계획 보고 등을 하게 만들었다. 결과적으로 경제 일원화를 추구하는 사회주의 경제 구조에 치명적인 피해를 초래하였다.
이후 이 문제에 대해 오히려 사회주의의 계획 경제를 원인으로 오판한 미하일 고르바초프는 더욱 광범위한 측면에서 자본주의 도입을 동반한 페레스트로이카를 실시하여 소비에트 연방 경제에 궤멸적인 타격을 입혔다.
현재 러시아 경제사학의 주된 관점은 코시긴 개혁이 사회주의 경제 구조를 파괴하였으며, 소비에트 연방 경제를 저성장의 늪에 빠지게 한 대표적 정책 중 하나라고 지적하고 있다.